# Canora
Canora è un comune del Canada, situato nella provincia del Saskatchewan, nella divisione No. 9.